# Just a Little More Love (песня)
«Just a Little More Love» — дебютный сингл, выпущенный французским диджеем Давидом Гетта, с вокалом американского певца Криса Уиллиса. Он появляется в его одноимённом дебютном альбоме и вышел в качестве ведущего сингла этого альбома. Песня была записана всего за тридцать минут. Есть две версии песни на альбоме «Just a Little More Love», оригинальная, электромонтаж с субтитрами и ремикс, ремикс Уолли Лопес, который также представлен на MoS: Clubbers Guide 2004 и саундтреке к фильму «Фабрика футбола». Музыкальное видео было снято Жаном-Шарлем Карре и включает в себя выступление Давида Гетта, хотя Крис Уиллис не появился.

## Список композиций
- UK CD single (2003)

1. "Just a Little More Love" (Wally López remix edit)
2. "Just a Little More Love" (elektro edit)

- French CD single (2001)

1. "Just a Little More Love" (elektro edit)
2. "Just a Little More Love" (elektro maxi)
3. "Just a Little More Love" (remix edit)
4. "Just a Little More Love" (remix maxi)

- German CD single (2002)

1. "Just a Little More Love" (elektro edit)
2. "Just a Little More Love" (vocal house edit)

- German maxi single (2002)

1. "Just a Little More Love" (Wally López remix edit)
2. "Just a Little More Love" (elektro edit)
3. "Just a Little More Love" (Problem Kid Fat Bottom funk remix)

- Spanish CD single (2003)

1. "Just a Little More Love" (Wally López remix edit)
2. "Just a Little More Love" (elektro edit)
3. "Just a Little More Love" (Wally López remix)[2]

## Чарты
| Чарт (2001–2003)                 | Высшая позиция |
| -------------------------------- | -------------- |
| Бельгия/Фландрия (Ultratop 50)   | 29             |
| Бельгия/Валлония (Ultratop 50)   | 2              |
| Франция (SNEP)                   | 29             |
| Венгрия (Dance Top 40)           | 28             |
| Венгрия (Single Top 40)          | 15             |
| Нидерланды (Dutch Top 40)        | 38             |
| Нидерланды (Single Top 100)      | 80             |
| Romania (Romanian Top 100)       | 33             |
| Швейцария (Schweizer Hitparade)  | 59             |
| Великобритания (OCC UK Singles)  | 19             |
| США (Billboard Dance Club Songs) | 15             |